# Champlain (bâtiment de transport)
Pour les autres navires du même nom, voir Champlain (navire).
Le Champlain était un bâtiment de transport léger français de la Marine nationale, mis en chantier en 1973 et admis au service actif en octobre 1974. Basé à Fort-de-France, il porte l'indicatif visuel L 9030.
Il fut baptisé du nom de l'explorateur Samuel de Champlain.
Il a été retiré du service actif le 30 août 2004. Il fut coulé au large de la Martinique le 27 octobre 2004.